# Zwergbarsche
Die Zwergbarsche  (Pseudochromidae) sind küstennah lebende Meeresfische aus der Gruppe der Barschverwandten (Percomorpha). Die Familie umfasst fünf Unterfamilien mit 12 Gattungen und über 125 Arten. Sie kommen im tropischen Indopazifik und im Roten Meere vor und leben streng an Korallenriffe gebunden in Höhlen und Spalten.

## Merkmale
Der Körper der Zwergbarsche ist langgestreckt, seitlich abgeflacht und oft prächtig gefärbt. Sie werden normalerweise 5 bis 18 Zentimeter lang. Zwergbarsche haben große Augen mit einer leicht ovalen Pupille. Ihr Maul ist groß und gut bezahnt.
Rücken- und Afterflosse haben einen bis drei Flossenstacheln. Die Bauchflossen, die auch fehlen können, werden von einem Stachel und drei bis fünf Weichstrahlen gestützt. Ihre Basis liegt unter oder vor der Brustflossenbasis. Die Seitenlinie der Zwergbarsche kann fortlaufend oder unterbrochen sein. Die Anzahl der Branchiostegalstrahlen liegt bei sechs.

## Lebensweise
Zwergbarsche leben versteckt in Korallenriffen in geringer Wassertiefe. Sie ernähren sich räuberisch von kleinen Krebstieren und anderen wirbellosen Organismen. Zwergbarsche leben paarweise oder in Haremsgruppen. Sie sind Hermaphroditen, d. h. ein Einzeltier kann sowohl Weibchen als auch Männchen werden. Bei einem Paar ist das größere Tier stets das Männchen. Alle Zwergbarsche laichen in Höhlen. Das Männchen bewacht die Eier bis zum Schlupf der Larven nach etwa einer Woche. Die Eier haften mit Filamenten aneinander und am Untergrund.

## Systematik
Zwergbarsche sind wahrscheinlich nah mit den Mirakelbarschen (Plesiopidae), Feenbarschen (Grammatidae) und Brunnenbauern (Opistognathidae) verwandt.
- Unterfamilie Anisochrominae

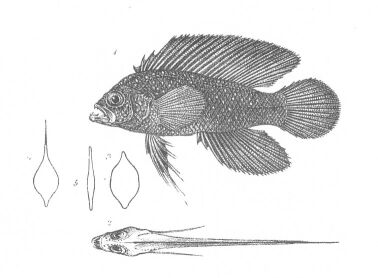
Assiculus punctatus

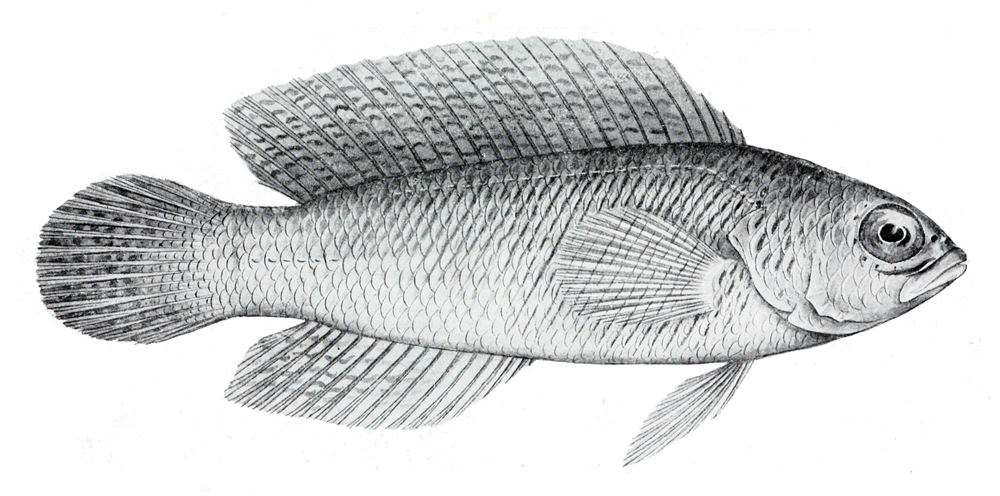
Cypho purpurascens

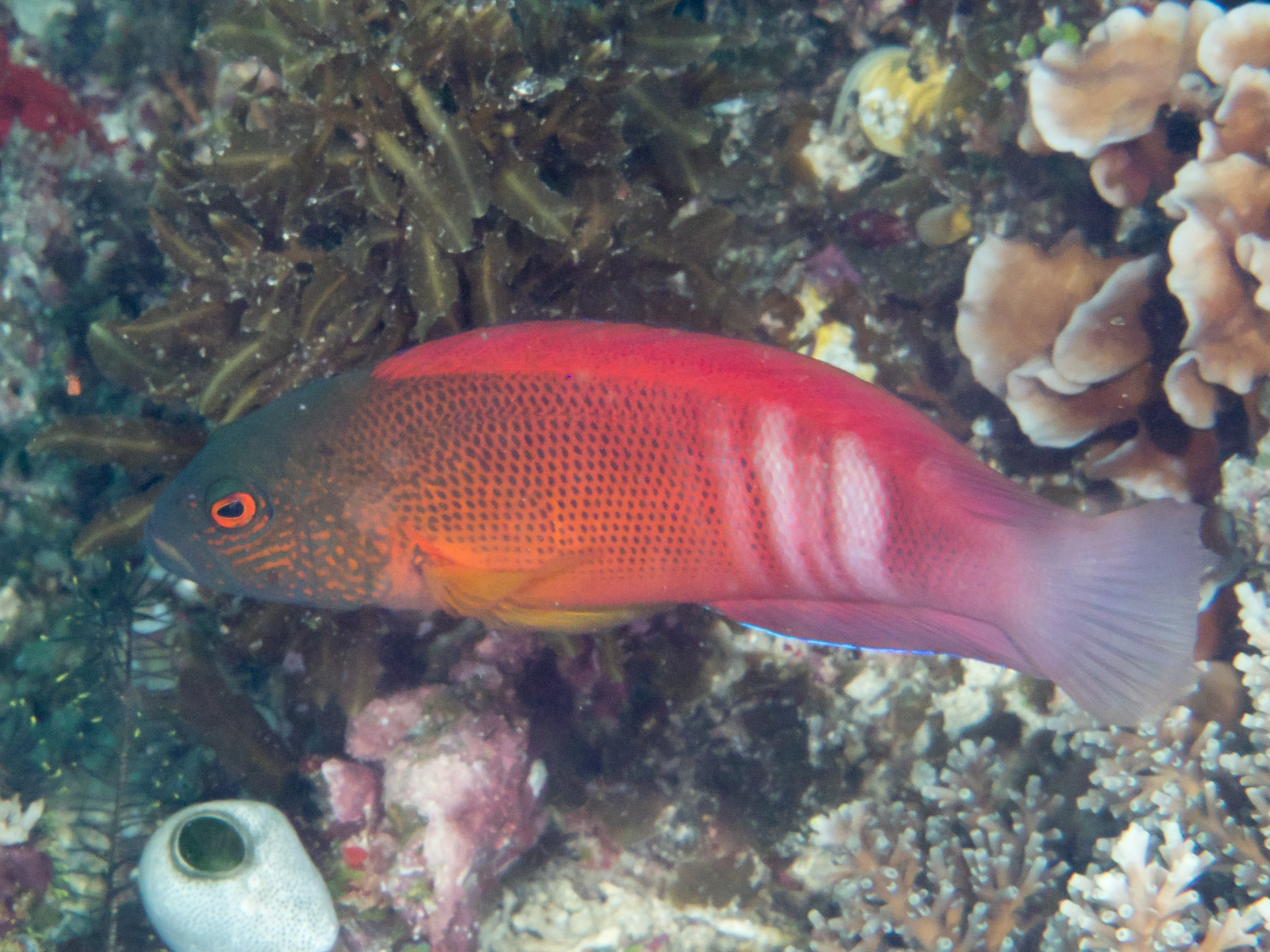
Labracinus cyclophthalmus

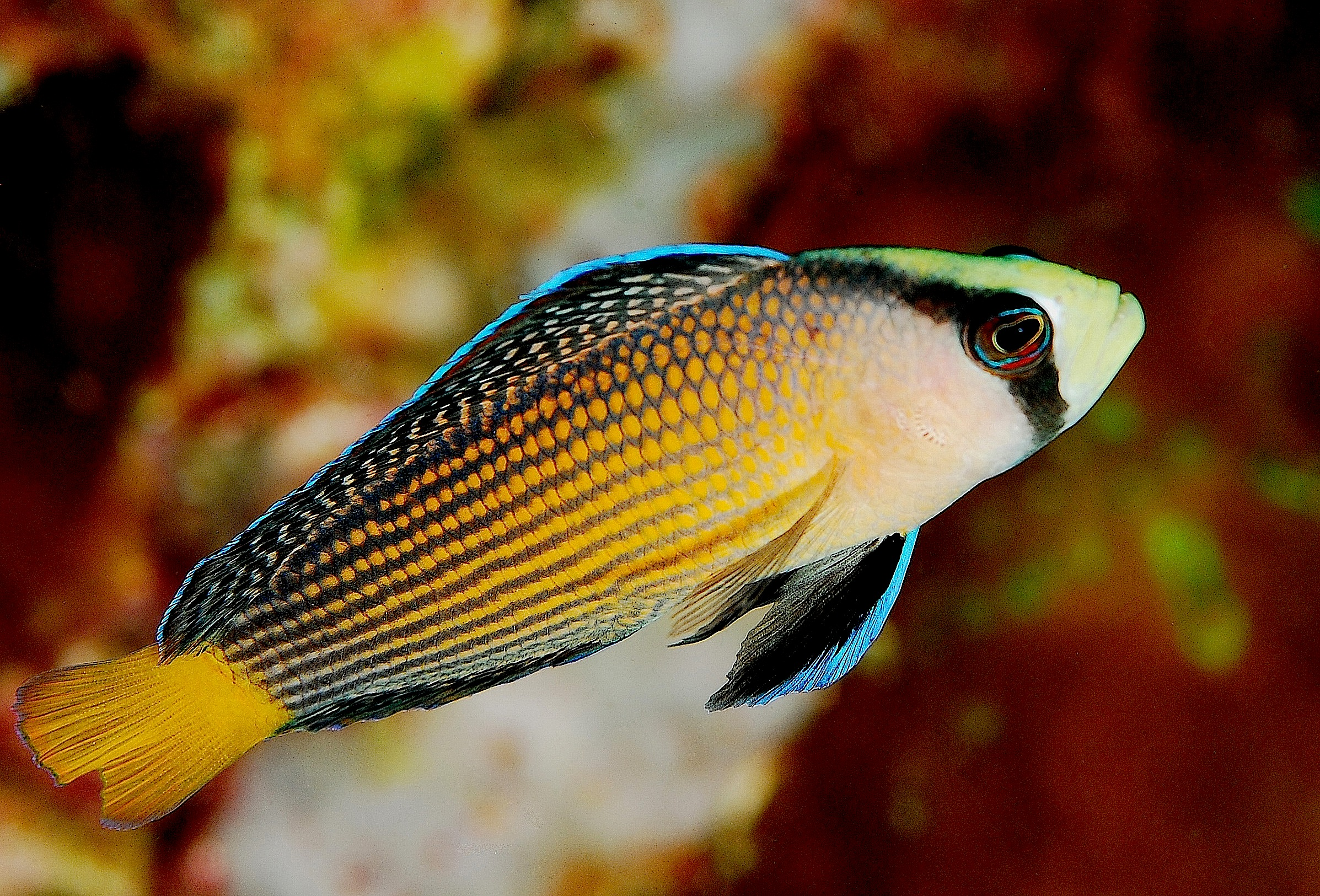
Pracht-Zwergbarsch (Manonichthys splendens)

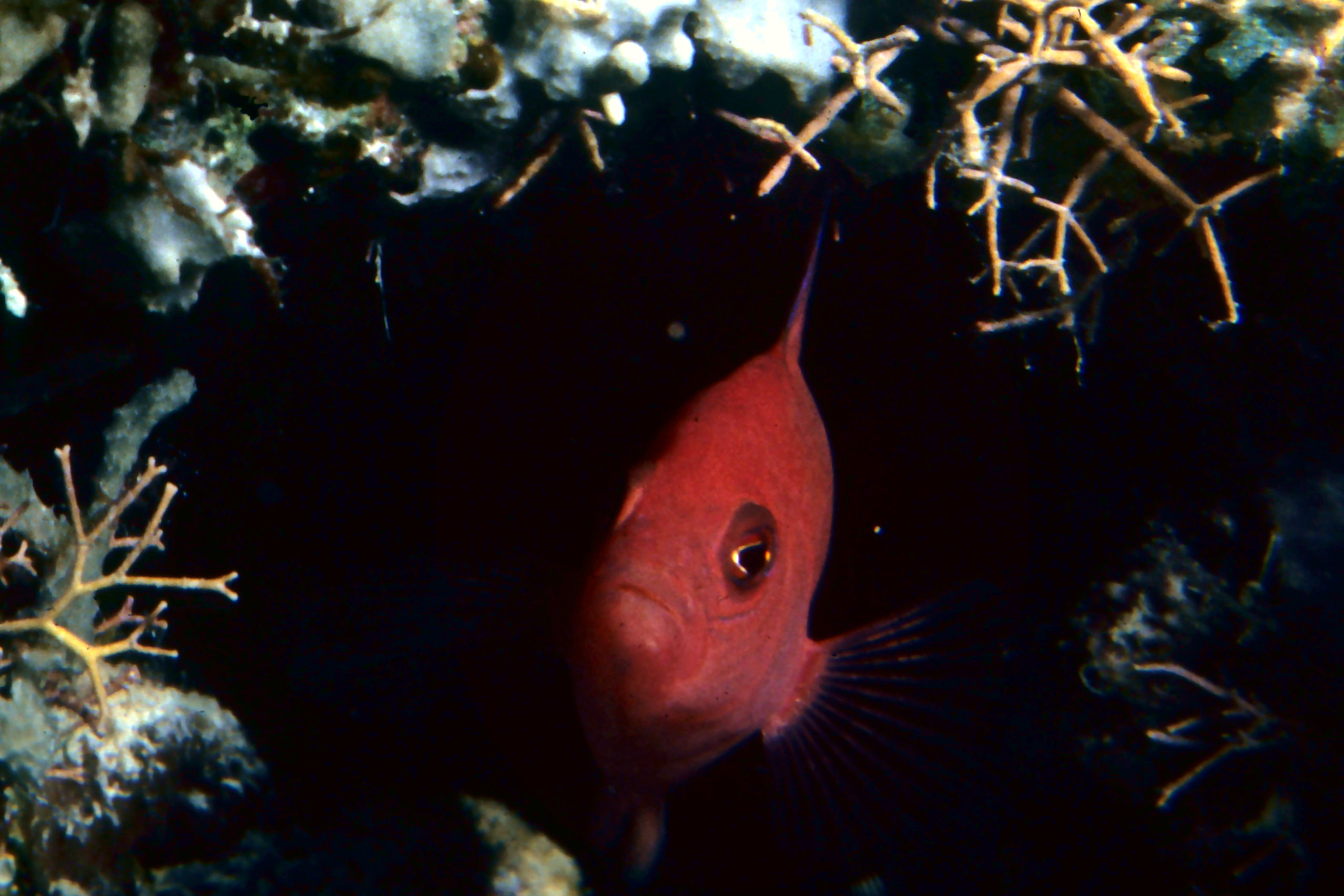
Queensland-Zwergbarsch (Ogilbyina queenslandiae)

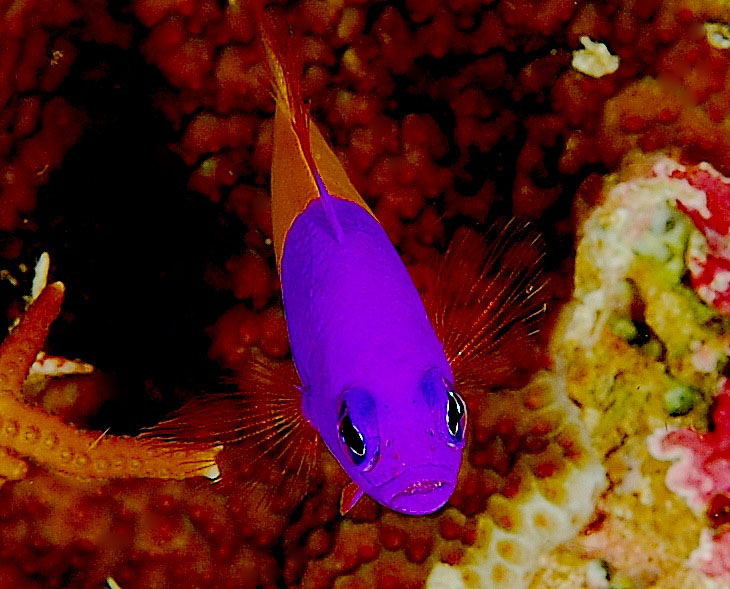
Nymphen-Zwergbarsch (Pictichromis paccagnellae)

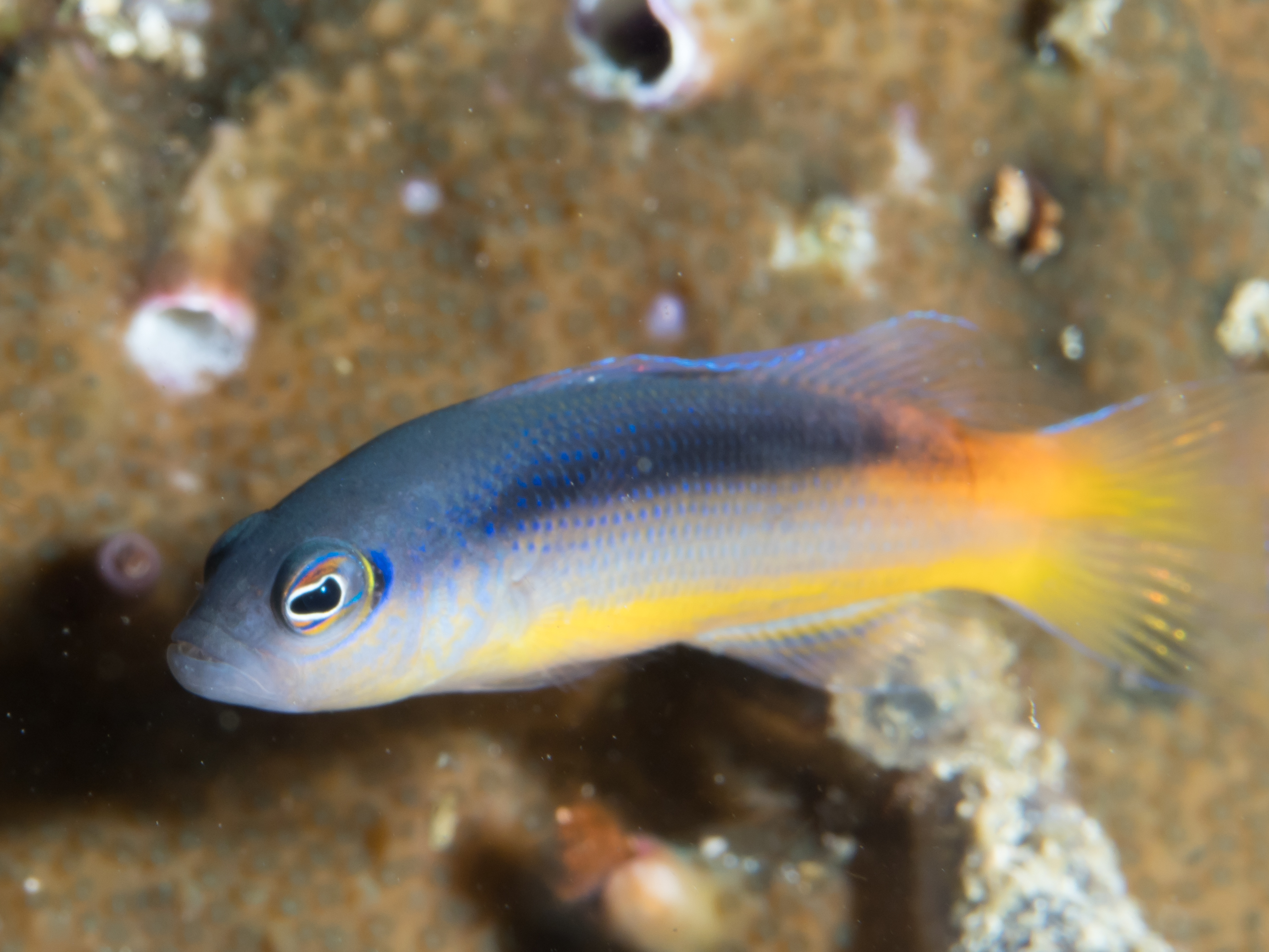
Pseudochromis ammeri

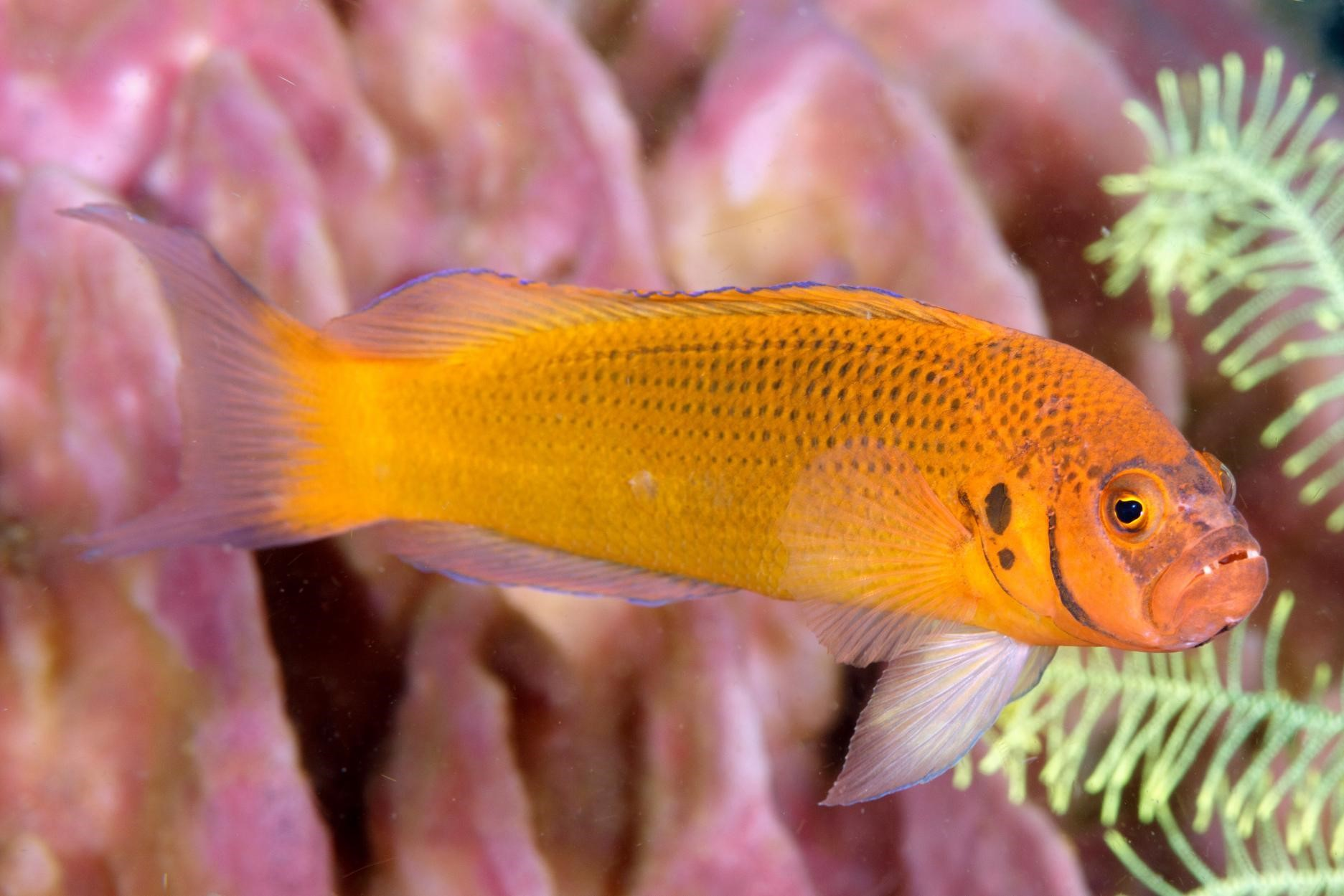
Pseudochromis moorei

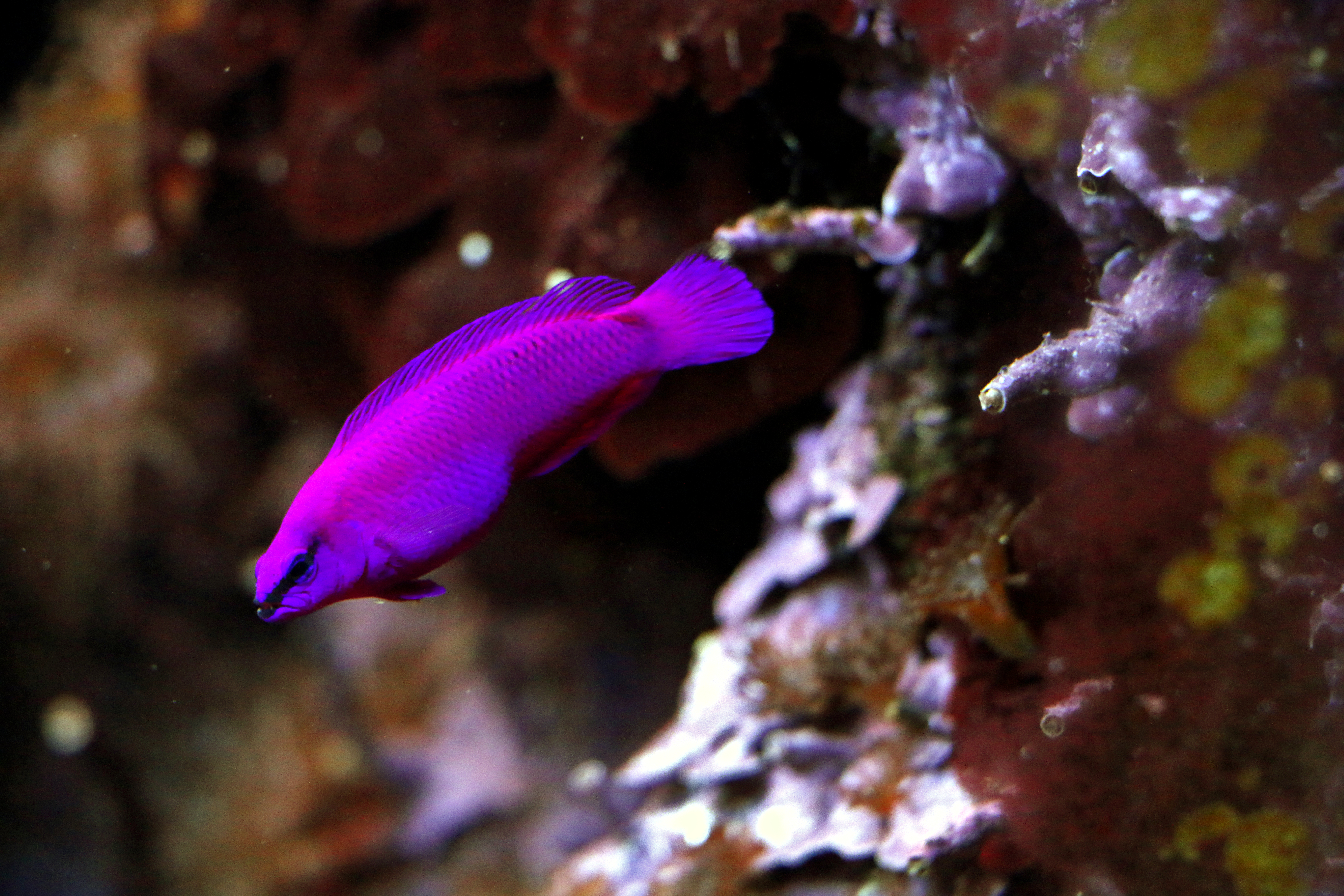
Fridmans Zwergbarsch (Pseudochromis fridmani)

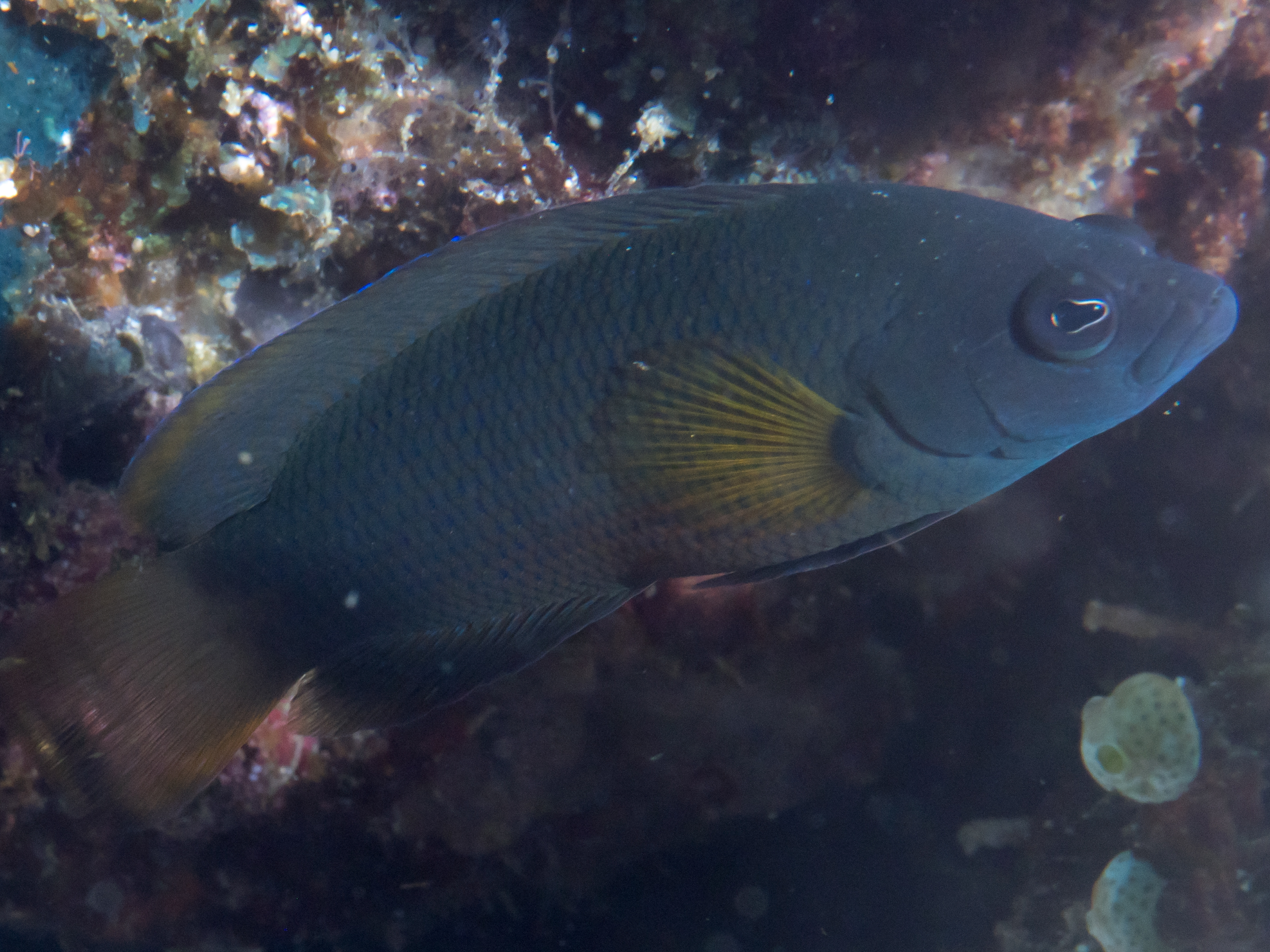
Pseudochromis fuscus

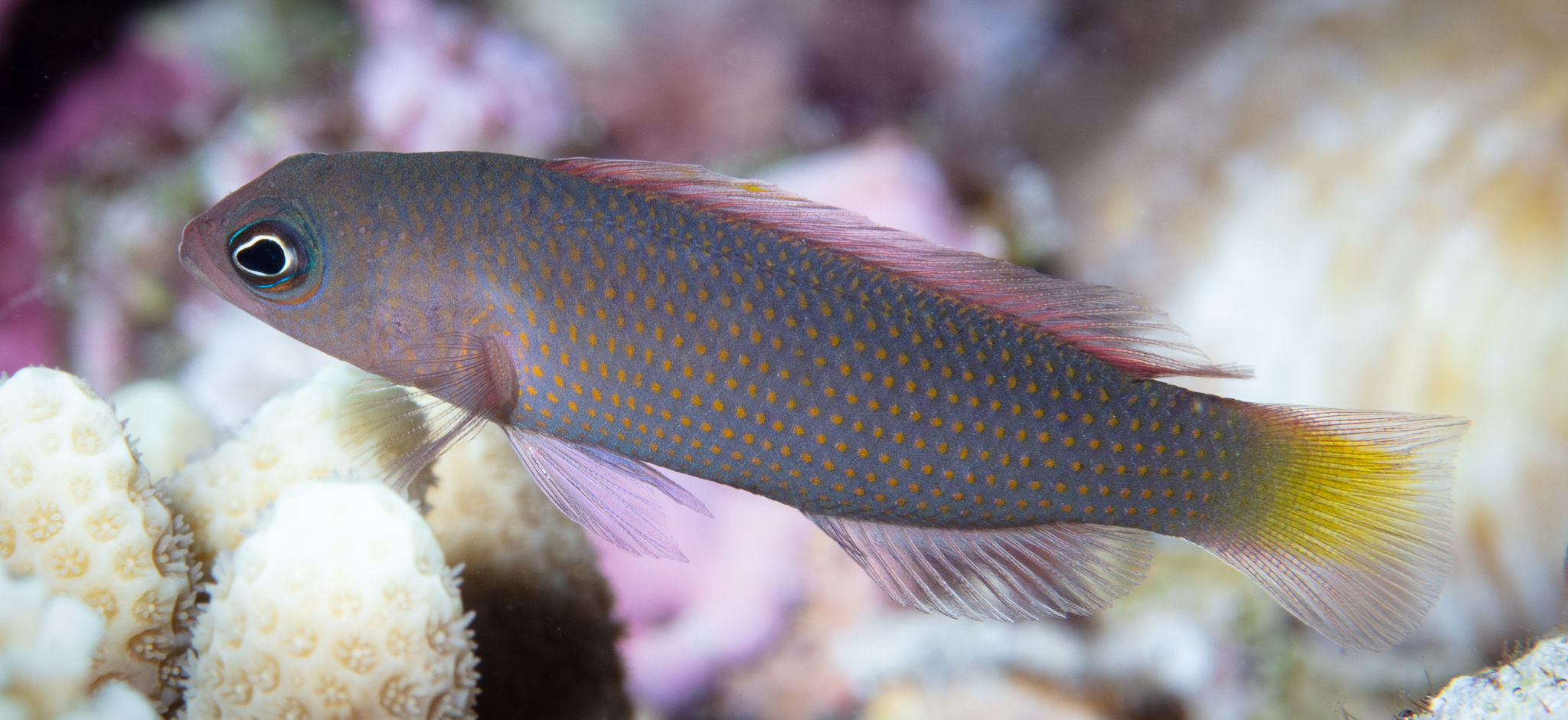
Pseudochromis marshallensis

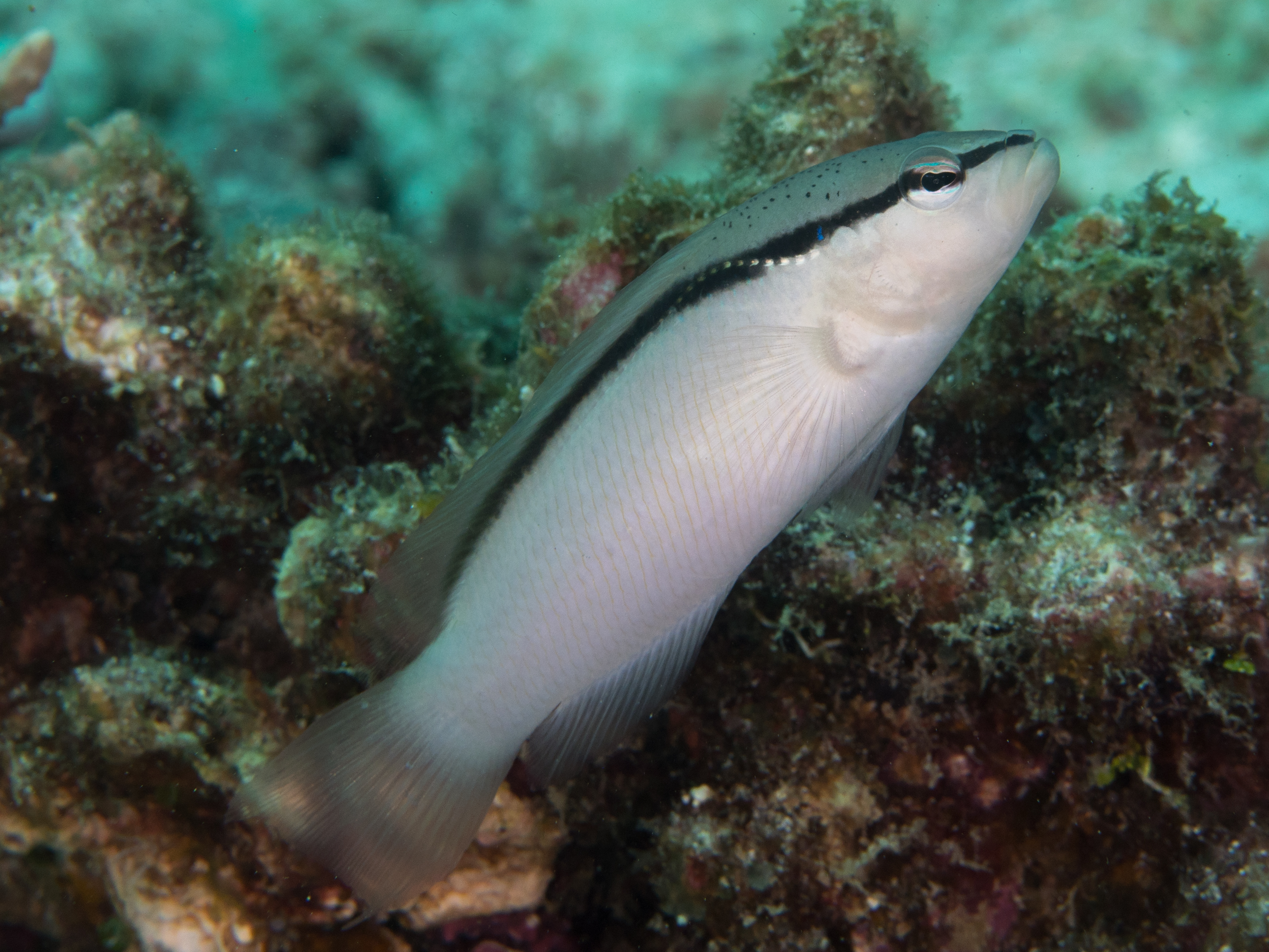
Pseudochromis perspicillatus

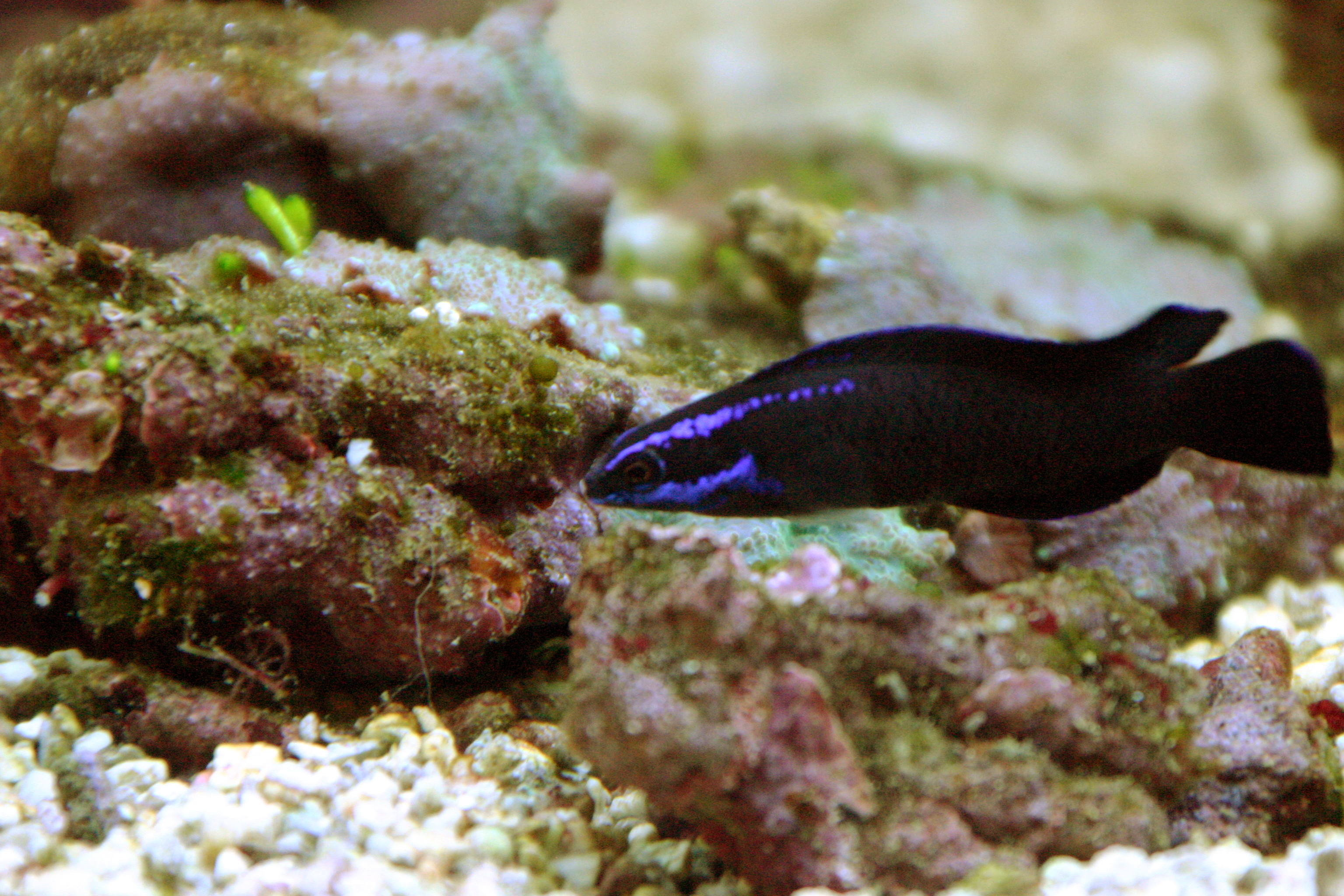
Pseudochromis springeri

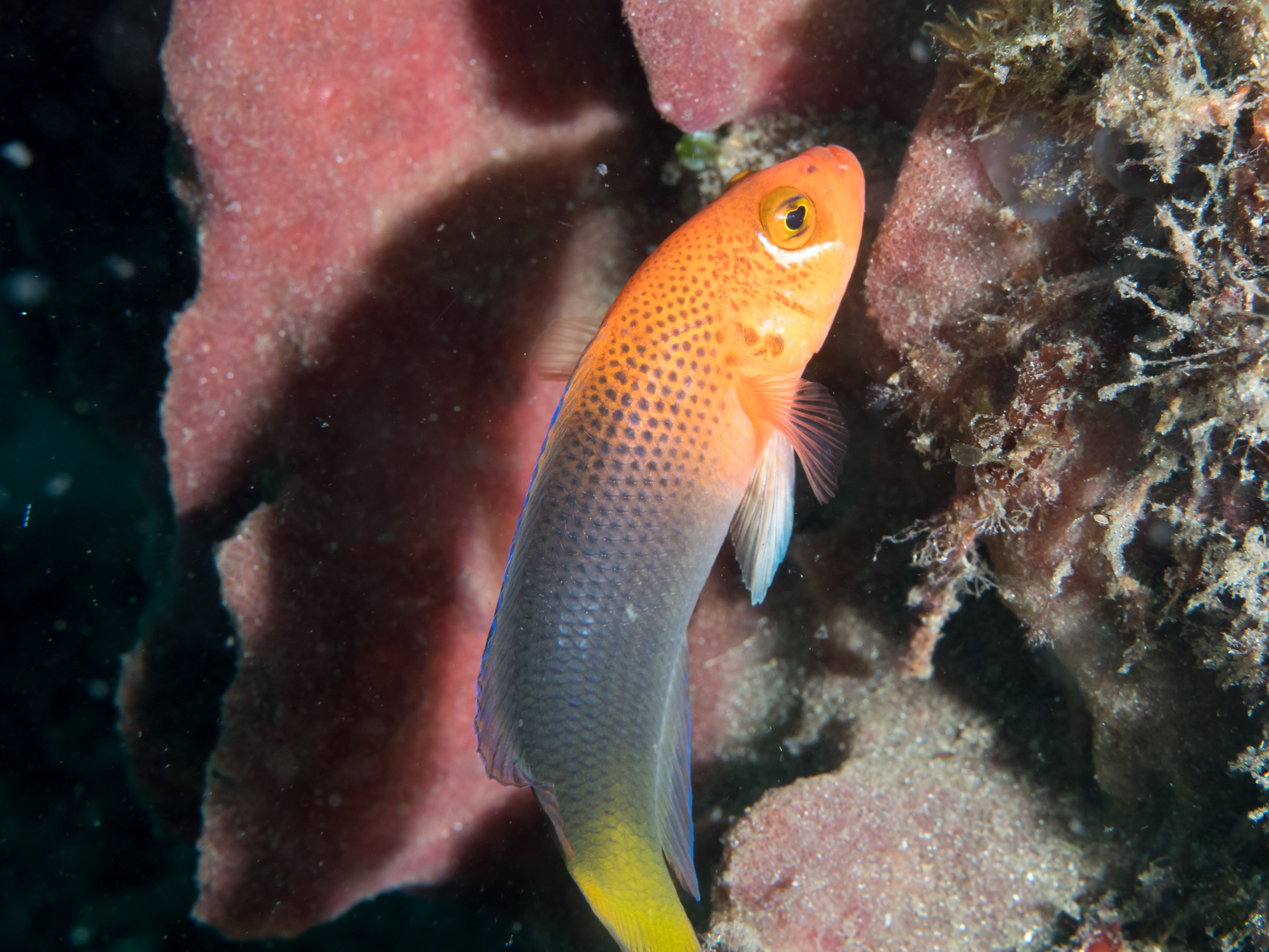
Pseudochromis steenei

  - Gattung Anisochromis Smith, 1954 – (3 Arten)
- Unterfamilie Assiculoidinae Gill, 2013[2]
  - Gattung Assiculoides Gill & Hutchins, 1997
    - Assiculoides desmonotus Gill & Hutchins, 1997
- Unterfamilie Assiculinae Gill, 2013[2]
  - Gattung Assiculus Richardson, 1846
    - Assiculus punctatus Richardson, 1846
- Unterfamilie Pseudochrominae
  - Gattung Cypho Myers, 1940
    - Purpur-Zwergbarsch (Cypho purpurascens (De Vis, 1884))
    - Cypho zaps Gill, 2004

  - Gattung Labracinus Schlegel, 1858
    - Labracinus atrofasciatus (Herre, 1933)
    - Augenring-Zwergbarsch (Labracinus cyclophthalmus (Müller & Troschel, 1849))
    - Streifen-Zwergbarsch (Labracinus lineatus (Castelnau, 1875))
    - Labracinus melanotaenia (Bleeker, 1852)

  - Gattung Manonichthys Gill, 2004
    - Sabah-Zwergbarsch (Manonichthys alleni Gill, 2004)
    - Manonichthys jamali Allen & Erdmann, 2007
    - Manonichthys paranox (Lubbock & Goldman, 1976)
    - Manonichthys polynemus (Fowler, 1931)
    - Manonichthys scintilla Gill & Williams, 2011
    - Pracht-Zwergbarsch (Manonichthys splendens (Fowler, 1931))
    - Manonichthys winterbottomi Gill, 2004

  - Gattung Ogilbyina Fowler, 1931
    - Neuholland-Zwergbarsch (Ogilbyina novaehollandiae (Steindachner, 1879))
    - Queensland-Zwergbarsch (Ogilbyina queenslandiae (Saville-Kent, 1893))
    - Ogilbyina salvati (Plessis & Fourmanoir, 1966)

  - Gattung Oxycerichthys
    - Spitzschwanz-Zwergbarsch (Oxycercichthys veliferus (Lubbock, 1980))

  - Gattung Pholidochromis
    - Pholidochromis cerasina Gill & Tanaka, 2004
    - Pholidochromis marginata (Lubbock, 1980)

  - Gattung Pictichromis Gill, 2004
    - Pictichromis aurifrons (Lubbock, 1980)
    - Pictichromis caitlinae Allen, Gill & Erdmann, 2008
    - Pictichromis coralensis Gill, 2004
    - Diadem-Zwergbarsch (Pictichromis diadema (Lubbock & Randall, 1978))
    - Pictichromis dinar Randall & Schultz, 2009
    - Pictichromis ephippiata (Gill, Pyle & Earle, 1996)
    - Nymphen-Zwergbarsch (Pictichromis paccagnellae (Axelrod, 1973))
    - Porphyr-Zwergbarsch (Pictichromis porphyrea (Lubbock & Goldman, 1974))

  - Gattung Pseudochromis Rüppell, 1835 – (63 Arten)
    - Pseudochromis aldabraensis Bauchot-Boutin, 1958
    - Pseudochromis alticaudex Gill, 2004
    - Pseudochromis ammeri Gill, Allen & Erdmann, 2012
    - Pseudochromis andamanensis Lubbock, 1980
    - Pseudochromis aureolineatus Gill, 2004
    - Pseudochromis aurulentus Gill & Randall, 1998
    - Pseudochromis bitaeniatus (Fowler, 1931)
    - Pseudochromis caudalis Boulenger, 1898
    - Pseudochromis chrysospilus Gill & Zajonz, 2011
    - Pseudochromis coccinicauda (Tickell, 1888)
    - Pseudochromis colei Herre, 1933
    - Pseudochromis cometes Gill & Randall, 1998
    - Pseudochromis cyanotaenia Bleeker, 1857
    - Pseudochromis dilectus Lubbock, 1976
    - Pseudochromis dixurus Lubbock, 1975
    - Pseudochromis dutoiti Smith, 1955
    - Pseudochromis eichleri Gill, Allen & Erdmann, 2012
    - Pseudochromis elongatus Lubbock, 1980
    - Pseudochromis erdmanni Gill & Allen, 2011
    - Pseudochromis flammicauda Lubbock & Goldman, 1976
    - Pseudochromis flavivertex Rüppell, 1835
    - Pseudochromis flavopunctatus Gill & Randall, 1998
    - Pseudochromis fowleri Herre, 1934
    - Pseudochromis fridmani Klausewitz, 1968
    - Pseudochromis fuligifinis Gill & Williams, 2011
    - Pseudochromis fuscus Müller & Troschel, 1849
    - Pseudochromis howsoni Allen, 1995
    - Pseudochromis jace Allen, Gill & Erdmann, 2008
    - Pseudochromis jamesi Schultz, 1943
    - Pseudochromis kolythrus Gill & Winterbottom, 1993
    - Pseudochromis kristinae Gill, 2004
    - Pseudochromis leucorhynchus Lubbock, 1977
    - Pseudochromis linda Randall & Stanaland, 1989
    - Pseudochromis litus Gill & Randall, 1998
    - Pseudochromis lugubris Gill & Allen, 2004
    - Pseudochromis luteus Aoyagi, 1943
    - Pseudochromis madagascariensis Gill, 2004
    - Pseudochromis magnificus Lubbock, 1977
    - Pseudochromis marshallensis Schultz, 1953
    - Pseudochromis matahari Gill, Erdmann & Allen, 2009
    - Pseudochromis melanotus Lubbock, 1975
    - Pseudochromis melanurus Gill, 2004
    - Pseudochromis melas Lubbock, 1977
    - Pseudochromis mooii Gill, 2004
    - Pseudochromis moorei Fowler, 1931
    - Pseudochromis natalensis Regan, 1916
    - Pseudochromis nigrovittatus Boulenger, 1897
    - Pseudochromis oligochrysus Gill, Allen & Erdmann, 2012
    - Pseudochromis olivaceus Rüppell, 1835
    - Pseudochromis omanensis Gill & Mee, 1993
    - Pseudochromis persicus Murray, 1887
    - Pseudochromis perspicillatus Günther, 1862
    - Pseudochromis pesi Lubbock, 1975
    - Pseudochromis pictus Gill & Randall, 1998
    - Pseudochromis punctatus Kotthaus, 1970
    - Pseudochromis pylei Randall & McCosker, 1989
    - Pseudochromis quinquedentatus McCulloch, 1926
    - Pseudochromis ransonneti Steindachner, 1870
    - Pseudochromis reticulatus Gill & Woodland, 1992
    - Pseudochromis rutilus Gill, Allen & Erdmann, 2012
    - Pseudochromis sankeyi Lubbock, 1975
    - Pseudochromis socotraensis Gill & Zajonz, 2011
    - Pseudochromis springeri Lubbock, 1975
    - Pseudochromis steenei Gill & Randall, 1992
    - Pseudochromis stellatus Gill, Allen & Erdmann, 2017
    - Pseudochromis striatus Gill, Shao & Chen, 1995
    - Pseudochromis tapeinosoma Bleeker, 1853
    - Pseudochromis tauberae Lubbock, 1977
    - Pseudochromis tigrinus Allen & Erdmann, 2012
    - Pseudochromis tonozukai Gill & Allen, 2004
    - Pseudochromis viridis Gill & Allen, 1996
    - Pseudochromis wilsoni (Whitley, 1929)
    - Pseudochromis yamasakii  Gill & Senou, 2016
- Unterfamilie Pseudoplesiopinae
  - Gattung Amsichthys Gill & Edwards, 1999 – (1 Art)
  - Gattung Chlidichthys Smith, 1953 – (13 Arten)
  - Gattung Lubbockichthys Gill & Edwards, 1999 – (3 Arten)
  - Gattung Pectinochromis Gill & Edwards, 1999 – (1 Art)
  - Gattung Pseudoplesiops Bleeker, 1858 – (9 Arten)

Die Aalbarsche (Congrogadidae), die bis Mitte 2014 als Unterfamilie den Zwergbarschen zugerechnet wurden, sind in der dritten Version der Revision der Knochenfischsystematik durch Betancur-R und Mitarbeiter zu einer eigenständigen Familie geworden.

## Aquaristik
Am bekanntesten sind die Zwergbarsche der Gattungen Pseudochromis und Pictichromis aus der Unterfamilie Pseudochrominae, die wegen ihrer grellbunten Farben beliebte Fische für das Meerwasseraquarium sind. Ein großer Teil der im Handel angebotenen Tiere wird in Fischfarmen gezüchtet. Zwergbarsche sollten stets paarweise gehalten werden.